# 5 000 meter för herrar i friidrott vid olympiska sommarspelen 2000
5 000 meter för herrar vid olympiska sommarspelen 2000 i Sydney avgjordes 27-30 september. 

## Medaljörer
| Gren        | Guld                   | Guld     | Silver                  | Silver   | Brons                  | Brons    |
| 5 000 meter | Million Wolde Etiopien | 13.35,49 | Ali Saïdi-Sief Algeriet | 13.36,20 | Brahim Lahlafi Marocko | 13.36,47 |

## Resultat
- Q innebär avancemang utifrån placering i heatet.
- q innebär avancemang utifrån total placering.
- DNS innebär att personen inte startade.
- DNF innebär att personen inte fullföljde.
- DQ innebär diskvalificering.
- NR innebär nationellt rekord.
- OR innebär olympiskt rekord.
- WR innebär världsrekord.
- WJR innebär världsrekord för juniorer
- AR innebär världsdelsrekord (area record)
- PB innebär personligt rekord.
- SB innebär säsongsbästa.
- w innebär medvind > 2,0 m/s

### Semifinaler
| Heat 1 av 2 Datum: Onsdagen den 27 september 2000 | Heat 1 av 2 Datum: Onsdagen den 27 september 2000 | Heat 1 av 2 Datum: Onsdagen den 27 september 2000 | Heat 1 av 2 Datum: Onsdagen den 27 september 2000 | Heat 1 av 2 Datum: Onsdagen den 27 september 2000 | Heat 1 av 2 Datum: Onsdagen den 27 september 2000 | Heat 1 av 2 Datum: Onsdagen den 27 september 2000 | Heat 1 av 2 Datum: Onsdagen den 27 september 2000 | Heat 1 av 2 Datum: Onsdagen den 27 september 2000 |
| Placering                                         | Placering                                         | Idrottare                                         | Nation                                            | Bana                                              | Tid                                               | Kval.                                             | Rekord                                            |                                                   |
| Heat                                              | Totalt                                            | Idrottare                                         | Nation                                            | Bana                                              | Tid                                               | Kval.                                             | Rekord                                            |                                                   |
| ------------------------------------------------- | ------------------------------------------------- | ------------------------------------------------- | ------------------------------------------------- | ------------------------------------------------- | ------------------------------------------------- | ------------------------------------------------- | ------------------------------------------------- | ------------------------------------------------- |
| 1                                                 | 1                                                 | Brahim Lahlafi                                    | Marocko                                           | 7                                                 | 13.22.70                                          | Q                                                 |                                                   |                                                   |
| 2                                                 | 2                                                 | Million Wolde                                     | Etiopien                                          | 4                                                 | 13.22.75                                          | Q                                                 |                                                   |                                                   |
| 3                                                 | 3                                                 | Fita Bayisa                                       | Etiopien                                          | 16                                                | 13.22.92                                          | Q                                                 |                                                   |                                                   |
| 4                                                 | 4                                                 | Reda Benzine                                      | Algeriet                                          | 11                                                | 13.23.10                                          | Q                                                 | SB                                                |                                                   |
| 5                                                 | 5                                                 | Julius Gitahi                                     | Kenya                                             | 3                                                 | 13.23.12                                          | Q                                                 | SB                                                |                                                   |
| 6                                                 | 6                                                 | Richard Limo                                      | Kenya                                             | 15                                                | 13.23:17                                          | Q                                                 |                                                   |                                                   |
| 7                                                 | 7                                                 | Adam Goucher                                      | USA                                               | 6                                                 | 13.24.34                                          | q                                                 |                                                   |                                                   |
| 8                                                 | 8                                                 | Mizan Mehari                                      | Australien                                        | 13                                                | 13.24.56                                          | q                                                 | SB                                                |                                                   |
| 9                                                 | 9                                                 | Jirka Arndt                                       | Tyskland                                          | 2                                                 | 13.26.18                                          | q                                                 |                                                   |                                                   |
| 10                                                | 23                                                | Katsuhiko Hanada                                  | Japan                                             | 12                                                | 13.41.31                                          |                                                   | SB                                                |                                                   |
| 11                                                | 25                                                | Marius Bakken                                     | Norge                                             | 9                                                 | 13.44.80                                          |                                                   |                                                   |                                                   |
| 12                                                | 26                                                | Nicholas Rogers                                   | USA                                               | 18                                                | 13.46.18                                          |                                                   |                                                   |                                                   |
| 13                                                | 28                                                | Michael Power                                     | Australien                                        | 8                                                 | 13.51.00                                          |                                                   |                                                   |                                                   |
| 14                                                | 29                                                | Ahmed Ibrahim Warsama                             | Qatar                                             | 14                                                | 14.00.30                                          |                                                   |                                                   |                                                   |
| 15                                                | 30                                                | Kristen Bowditch                                  | Storbritannien                                    | 1                                                 | 14.08.92                                          |                                                   |                                                   |                                                   |
| 16                                                | 31                                                | Alberto García                                    | Spanien                                           | 18                                                | 14.11.65                                          |                                                   |                                                   |                                                   |
| 17                                                | 33                                                | Helder Ornelas                                    | Portugal                                          | 10                                                | 14.29.01                                          |                                                   |                                                   |                                                   |
| 18                                                |                                                   | David Galván                                      | Mexiko                                            | 5                                                 | DNS                                               |                                                   |                                                   |                                                   |

| Heat 2 av 2 Datum: Onsdagen den 27 september 2000 | Heat 2 av 2 Datum: Onsdagen den 27 september 2000 | Heat 2 av 2 Datum: Onsdagen den 27 september 2000 | Heat 2 av 2 Datum: Onsdagen den 27 september 2000 | Heat 2 av 2 Datum: Onsdagen den 27 september 2000 | Heat 2 av 2 Datum: Onsdagen den 27 september 2000 | Heat 2 av 2 Datum: Onsdagen den 27 september 2000 | Heat 2 av 2 Datum: Onsdagen den 27 september 2000 | Heat 2 av 2 Datum: Onsdagen den 27 september 2000 |
| Placering                                         | Placering                                         | Idrottare                                         | Nation                                            | Bana                                              | Tid                                               | Kval.                                             | Rekord                                            |                                                   |
| Heat                                              | Totalt                                            | Idrottare                                         | Nation                                            | Bana                                              | Tid                                               | Kval.                                             | Rekord                                            |                                                   |
| ------------------------------------------------- | ------------------------------------------------- | ------------------------------------------------- | ------------------------------------------------- | ------------------------------------------------- | ------------------------------------------------- | ------------------------------------------------- | ------------------------------------------------- | ------------------------------------------------- |
| 1                                                 | 10                                                | Ali Saïdi-Sief                                    | Algeriet                                          | 1                                                 | 13.29,34                                          | Q                                                 |                                                   |                                                   |
| 2                                                 | 11                                                | Sergej Lebid                                      | Ukraina                                           | 17                                                | 13.29,69                                          | Q                                                 |                                                   |                                                   |
| 3                                                 | 12                                                | Dagne Alemu                                       | Etiopien                                          | 11                                                | 13.29,98                                          | Q                                                 |                                                   |                                                   |
| 4                                                 | 13                                                | David Chelule                                     | Kenya                                             | 8                                                 | 13.29.98                                          | Q                                                 |                                                   |                                                   |
| 5                                                 | 14                                                | Toshinari Takaoka                                 | Japan                                             | 6                                                 | 13.29.99                                          | Q                                                 |                                                   |                                                   |
| 6                                                 | 15                                                | Mohammed Suleiman                                 | Qatar                                             | 12                                                | 13.30:12                                          | Q                                                 |                                                   |                                                   |
| 7                                                 | 16                                                | Mark Carroll                                      | Irland                                            | 9                                                 | 13.30.60                                          |                                                   |                                                   |                                                   |
| 8                                                 | 17                                                | Craig Mottram                                     | Australien                                        | 2                                                 | 13.31.06                                          |                                                   |                                                   |                                                   |
| 9                                                 | 18                                                | Yousef El Nasri                                   | Spanien                                           | 5                                                 | 13.34.49                                          |                                                   |                                                   |                                                   |
| 10                                                | 19                                                | Mohamed Said El-Wardi                             | Marocko                                           | 13                                                | 13.35.18                                          |                                                   |                                                   |                                                   |
| 11                                                | 20                                                | Bradley Hauser                                    | USA                                               | 18                                                | 13.39.41                                          |                                                   |                                                   |                                                   |
| 12                                                | 21                                                | Pablo Olmedo                                      | Mexiko                                            | 14                                                | 13.40.34                                          |                                                   |                                                   |                                                   |
| 13                                                | 22                                                | Mustapha Essaid                                   | Frankrike                                         | 7                                                 | 13.40.82                                          |                                                   |                                                   |                                                   |
| 14                                                | 24                                                | Sam Mfula Mwape                                   | Zambia                                            | 19                                                | 13.41.72                                          |                                                   |                                                   |                                                   |
| 15                                                | 27                                                | Venuste Niyongabo                                 | Burundi                                           | 10                                                | 13.49.57                                          |                                                   |                                                   |                                                   |
| 16                                                | 32                                                | Bolota Asmeron                                    | Eritrea                                           | 16                                                | 14.15.26                                          |                                                   |                                                   |                                                   |
| 17                                                | 34                                                | Gyan Bahadur Bohara                               | Nepal                                             | 20                                                | 14.34.15                                          |                                                   | NR                                                |                                                   |
| 18                                                | 35                                                | Houna Murad Murad Shihab                          | Irak                                              | 3                                                 | 14.49.40                                          |                                                   |                                                   |                                                   |
| 19                                                | 36                                                | Maung Nge Maung                                   | Myanmar                                           | 15                                                | 15.12.93                                          |                                                   |                                                   |                                                   |
| 20                                                |                                                   | Mohammed Mourhit                                  | Belgien                                           | 4                                                 | DNS                                               |                                                   |                                                   |                                                   |

Totala resultat från semifinalerna
| Semifinaler Totala resultat | Semifinaler Totala resultat | Semifinaler Totala resultat | Semifinaler Totala resultat | Semifinaler Totala resultat | Semifinaler Totala resultat | Semifinaler Totala resultat | Semifinaler Totala resultat | Semifinaler Totala resultat |
| Placering                   | Idrottare                   | Nation                      | Heat                        | Bana                        | Placering                   | Tid                         | Kval.                       | Rekord                      |
| --------------------------- | --------------------------- | --------------------------- | --------------------------- | --------------------------- | --------------------------- | --------------------------- | --------------------------- | --------------------------- |
| 1                           | Brahim Lahlafi              | Marocko                     | 1                           | 7                           | 1                           | 13.22,70                    | Q                           |                             |
| 2                           | Million Wolde               | Etiopien                    | 1                           | 4                           | 2                           | 13.22,75                    | Q                           |                             |
| 3                           | Fita Bayisa                 | Etiopien                    | 1                           | 16                          | 3                           | 13.22,92                    | Q                           |                             |
| 4                           | Reda Benzine                | Algeriet                    | 1                           | 11                          | 4                           | 13:23.10                    | Q                           | SB                          |
| 5                           | Julius Gitahi               | Kenya                       | 1                           | 3                           | 5                           | 13:23.12                    | Q                           | SB                          |
| 6                           | Richard Limo                | Kenya                       | 1                           | 15                          | 6                           | 13:23:17                    | Q                           |                             |
| 7                           | Adam Goucher                | USA                         | 1                           | 6                           | 7                           | 13:24.34                    | q                           |                             |
| 8                           | Mizan Mehari                | Australien                  | 1                           | 13                          | 8                           | 13:24.56                    | q                           | SB                          |
| 9                           | Jirka Arndt                 | Tyskland                    | 1                           | 2                           | 9                           | 13:26.18                    | q                           |                             |
| 10                          | Ali Saïdi-Sief              | Algeriet                    | 2                           | 1                           | 1                           | 13:29.34                    | Q                           |                             |
| 11                          | Sergej Lebid                | Ukraina                     | 2                           | 17                          | 2                           | 13:29.69                    | Q                           |                             |
| 12                          | Dagne Alemu                 | Etiopien                    | 2                           | 11                          | 3                           | 13:29.98                    | Q                           |                             |
| 13                          | David Chelule               | Kenya                       | 2                           | 8                           | 4                           | 13:29.98                    | Q                           |                             |
| 14                          | Toshinari Takaoka           | Japan                       | 2                           | 6                           | 5                           | 13:29.99                    | Q                           |                             |
| 15                          | Mohammed Suleiman           | Qatar                       | 2                           | 12                          | 6                           | 13:30.12                    | Q                           |                             |
| 16                          | Mark Carroll                | Irland                      | 2                           | 9                           | 7                           | 13:30.60                    |                             |                             |
| 17                          | Craig Mottram               | Australien                  | 2                           | 2                           | 8                           | 13:31.06                    |                             |                             |
| 18                          | Yousef El Nasri             | Spanien                     | 2                           | 5                           | 9                           | 13:34.49                    |                             |                             |
| 19                          | Mohamed Said El-Wardi       | Marocko                     | 2                           | 13                          | 10                          | 13:35.18                    |                             |                             |
| 20                          | Bradley Hauser              | USA                         | 2                           | 18                          | 11                          | 13:39.41                    |                             |                             |
| 21                          | Pablo Olmedo                | Mexiko                      | 2                           | 14                          | 12                          | 13:40.34                    |                             |                             |
| 22                          | Mustapha Essaid             | Frankrike                   | 2                           | 7                           | 13                          | 13:40.82                    |                             |                             |
| 23                          | Katsuhiko Hanada            | Japan                       | 1                           | 12                          | 10                          | 13:41.31                    |                             | SB                          |
| 24                          | Sam Mfula Mwape             | Zambia                      | 2                           | 19                          | 14                          | 13:41.72                    |                             |                             |
| 25                          | Marius Bakken               | Norge                       | 1                           | 9                           | 11                          | 13:44.80                    |                             |                             |
| 26                          | Nicholas Rogers             | USA                         | 1                           | 18                          | 12                          | 13:46.18                    |                             |                             |
| 27                          | Venuste Niyongabo           | Burundi                     | 2                           | 10                          | 15                          | 13:49.57                    |                             |                             |
| 28                          | Michael Power               | Australien                  | 1                           | 8                           | 13                          | 13:51.00                    |                             |                             |
| 29                          | Ahmed Ibrahim Warsama       | Qatar                       | 1                           | 14                          | 14                          | 14:00.30                    |                             |                             |
| 30                          | Kristen Bowditch            | Storbritannien              | 1                           | 1                           | 15                          | 14:08.92                    |                             |                             |
| 31                          | Alberto García              | Spanien                     | 1                           | 18                          | 16                          | 14:11.65                    |                             |                             |
| 32                          | Bolota Asmeron              | Eritrea                     | 2                           | 16                          | 16                          | 14:15.26                    |                             |                             |
| 33                          | Helder Ornelas              | Portugal                    | 1                           | 10                          | 17                          | 14:29.01                    |                             |                             |
| 34                          | Gyan Bahadur Bohara         | Nepal                       | 2                           | 20                          | 17                          | 14:34.15                    |                             | NR                          |
| 35                          | Houna Murad Murad Shihab    | Irak                        | 2                           | 3                           | 18                          | 14:49.40                    |                             |                             |
| 36                          | Maung Nge Maung             | Myanmar                     | 2                           | 15                          | 19                          | 15:12.93                    |                             |                             |
|                             | David Galván                | Mexiko                      | 1                           | 5                           | 18                          | DNS                         |                             |                             |
|                             | Mohammed Mourhit            | Belgien                     | 2                           | 4                           | 20                          | DNS                         |                             |                             |

### Final
| 1  | Million Wolde     | Etiopien   | 15 | 13.35,49 |  |
| 2  | Ali Saïdi-Sief    | Algeriet   | 11 | 13.36,20 |  |
| 3  | Brahim Lahlafi    | Marocko    | 4  | 13.36,47 |  |
| 4  | Fita Bayisa       | Etiopien   | 9  | 13.37,03 |  |
| 5  | David Chelule     | Kenya      | 14 | 13.37,13 |  |
| 6  | Dagne Alemu       | Etiopien   | 13 | 13.37,17 |  |
| 7  | Sergej Lebid      | Ukraina    | 10 | 13.37,80 |  |
| 8  | Jirka Arndt       | Tyskland   | 6  | 13.38,57 |  |
| 9  | Julius Gitahi     | Kenya      | 12 | 13.39,11 |  |
| 10 | Richard Limo      | Kenya      | 8  | 13.39,43 |  |
| 11 | Reda Benzine      | Algeriet   | 1  | 13.40,95 |  |
| 12 | Mizan Mehari      | Australien | 2  | 13.42,03 |  |
| 13 | Adam Goucher      | USA        | 5  | 13.43,20 |  |
| 14 | Mohammed Suleiman | Qatar      | 7  | 13.45,10 |  |
| 15 | Toshinari Takaoka | Japan      | 3  | 13.46,90 |  |